# سدلتین
سدلتین (به لاتین: Sedletín) یک منطقهٔ مسکونی در جمهوری چک است که در ناحیه هاولیتشکوف برود واقع شده‌است. سدلتین ۷٫۲۶ کیلومتر مربع مساحت و ۲۸۹ نفر جمعیت دارد و ۵۶۸ متر بالاتر از سطح دریا واقع شده‌است.